# Жуљ (Соколац)
Жуљ је насељено мјесто у општини Соколац, Република Српска, БиХ. Према попису становништва из 1991. у насељу је живјело 72 становника.

## Географија
Налази се на 750-880 метара надморске висине, површине 1,45 км2, удаљено око 14 километара од општинског центра. Припада мјесној заједници Нехорићи. Разбијеног је типа, а засеоци су Жуљ и Крижевац. Смјештено је испод Жуљанске стијене. Од извора Врело и Петник настаје рјечица Брешњица, на којој су некада постојала четири млина, а до 2019. сачувана су два. У засеоку Крижевац истражена су два тумулуса, вјероватно из гвозденог доба, у којима су нађене бронзане фибуле и дијелови гвоздених ножева. Већи дио становништва бави се сточарством, а мањи дио шумарством. У атару постоје православно и муслиманско гробље. Најближа основна школа, црква и џамија су у селу Кнежина. Мјештани се снабдијевају водом из бунара. Село је електрифицирано 1961. године. Макадамским путем, изграђеним 1998, повезано је са сусједним селом Кадића Брдо.

## Становништво
У дефтеру из 1468/69. у Нахији Олофце (Олово) помињу се села Долна Жул, са 14 домаћинстава и једним неожењеним, и Горна Жул, са пет домаћинстава, три неожењена и једном удовицом. У селу Долњи Жуљ 1604. пописано је 17 муслиманских и 12 акинџијских баштина, те три неожењена, а у селу Горњи Жуљ - 13 муслиманских и седам акинџијских баштина. Приређивачи дефтера убицирали су наведена села у данашњи Жуљ. Село је 1879. имало десет домаћинстава и 57 становника (муслимана); 1910. - 104 становника; 1948. - 173; 1971. - 132; 1991 . - 72 (53 Муслимана и 19 Срба); 2013. - десет домаћинстава и 21 становника. Породица Боровчанин слави Аранђеловдан; дио Тодоровића - Ђурђевдан, а дио - Савиндан. У селу су живјеле и муслиманске (бошњачке) породице Кутловац, Милавица, Раница, Хрват и Шечић. Током Одбрамбено-отаџбинског рата 1992-1995. одселиле су се на простор Федерације БиХ, а након рата повремено долазе у село. Породица Боровчанин доселила се из сусједног села Боровац, а старином су из Црне Горе. Дио Тодоровића поријеклом је од Шкипина из Праче (општина Пале), а дио од Лучића из Боровца. Солунски добровољци били су Јакша и Мићо Боровчанин. У Другом свјетском рату погинуло је 13 цивила и један борац Народноослободилачке војске Југославије, а у Одбрамбено-отаџбинском рату 1992-1995. два борца Војске Републике Српске.
| Демографија | Демографија | Демографија |
| Година      | Становника  | Становника  |
| ----------- | ----------- | ----------- |
| 1879.       | 57          |             |
| 1910.       | 104         |             |
| 1948.       | 173         |             |
| 1971.       | 132         |             |
| 1991.       | 72          |             |
| 2013.       | 21          |             |